# Kem Sokha
Kem Sokha (en jemer: កឹ ម សុខា; n. Tram Tak, Takéo, 27 de junio de 1953) es un abogado, político, y activista de los derechos humanos camboyano, que actualmente ejerce como presidente del Partido de Rescate Nacional de Camboya, convirtiéndose en el líder de la oposición más poderoso del país tras la inhabilitación de Sam Rainsy en 2017 por parte del régimen de Hun Sen. Fue líder de la minoría hasta la abolición del cargo, y primer vicepresidente de la Asamblea Nacional de Camboya. Es diputado por Kampong Cham, y también representó a Kandal durante la primera legislatura. Fue líder del Partido de los Derechos Humanos, el cual fundó, entre 2007 y 2012.

## Primeros años
Sokha nació en Tram Tak, un pequeño pueblo en la provincia de Takéo, el 27 de junio de 1953. La independencia de su país, el Reino de Camboya, declarada en 1945, fue reconocida por Francia el 9 de noviembre de ese mismo año. Tiene una maestría en Bioquímica del Instituto de Tecnología Química de Praga, Checoslovaquia, y un grado de abogado en la Real Universidad de Derecho y Economía de Nom Pen.

## Carrera política

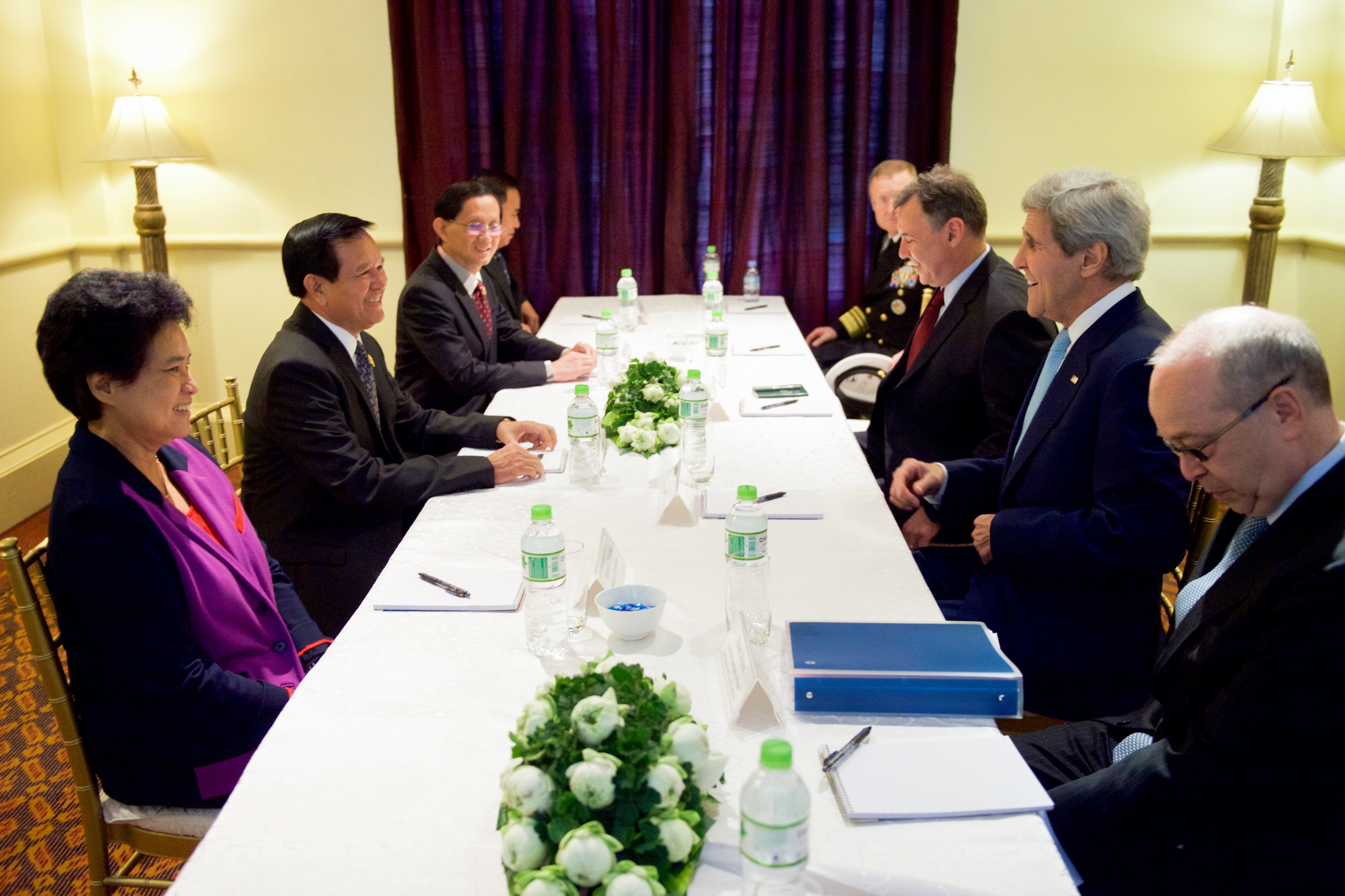
Sokha junto con otros partidarios del CNRP reunidos con John Kerry.

Su carrera política inició en las elecciones generales de 1993, cuando fue elegido como parte del Partido Liberal Democrático Budista como diputado de la Asamblea Nacional de Camboya. Abandonó el partido en 1999 y se unió al monarquista Funcinpec, siendo elegido Senador, banca a la que renunciaría en 2001. El 22 de julio de 2007 fundó el Partido de los Derechos Humanos, con él mismo como su líder. El partido ganó tres escaños en las elecciones de 2008. En 2012, se reunió con el exiliado Sam Rainsy en Manila, Filipinas, donde acordaron fusionar sus partidos en el Partido de Rescate Nacional de Camboya. Sokha debió dirigir la campaña electoral y actuar como líder de jure del partido, aunque este era inicialmente Rainsy, debido a que el susodicho líder estaba proscripto por el régimen de Hun Sen. Es recordado especialmente por su frase durante la campaña electoral que se convertiría en su principal lema: "Haz Min Do" (O hay cambios o no hay cambios).
El 26 de agosto de 2014, Sokha fue elegido por la Asamblea Nacional como su primer vicepresidente, con 116 votos, el primer diputado de la oposición para ocupar el cargo. El 30 de octubre de 2015, fue expulsado de la vicepresidencia por una votación de 68-0 por sus discrepancias con el partido gobernante. El 9 de septiembre de 2016, después de meses bajo arresto domiciliario, Sokha fue condenado a cinco meses de prisión tras negarse a aparecer en la corte para ser interrogado en un caso de prostitución contra él. El rey Norodom Sihamoní le concedió un indulto real. Después de su liberación, fue nombrado oficialmente como líder de la minoría. Sin embargo, las posiciones de líder de la minoría y el líder de la mayoría fueron abolidas por completo por la Asamblea Nacional el 31 de enero de 2017 a propuesta de Hun Sen. En febrero, asumió formalmente la presidencia del Partido de Rescate Nacional de Camboya, al deber dimitir Rainsy por la proscripción de Hun Sen. Fue elegido por los miembros el partido el 2 de marzo.